# Jorge Kurchan
Jorge Kurchan (* 4. September 1959 in Buenos Aires) ist ein argentinischer Physiker.
Kurchan erhielt 1985 sein Lizenziat in Physik an der Universität Buenos Aires, an der er 1989 bei Daniel R. Bès promoviert wurde (Collective coordinates in many body problems). Als Post-Doktorand war er am Weizmann-Institut und der Universität Rom I (La Sapienza, 1991 bis 1994, bei Miguel Virasoro und Giorgio Parisi). Danach war er am Labor für theoretische Physik der École normale supérieure (ENS) in Paris und ab 1996 Chargé de Recherche des CNRS, bei dem er 2001 Forschungsdirektor wurde. Er ist seitdem am Laboratoire de Physique et Mecanique des Milieux Hétérogènes der École Supérieure de Physique et de Chimie Industrielles (ESPCI) Paris Tech. 2014 wurde er Direktor am Labor für statistische Physik der École normale supérieure in Paris, das er bis 2018 leitete.
2010 bis 2013 war er mit dem Mathematiker Cédric Villani Leiter des Institut Henri Poincaré in Paris.
Kurchan befasst sich mit statistischer Mechanik ungeordneter Systeme wie Gläser und Spingläser und Nichtgleichgewichtssystemen. Nach ihm und Leticia Cugliandolo sind ein Paar nichtlinearer Integrodifferentialgleichungen zur Beschreibung der Dynamik von Spingläsern benannt (Cugliandolo-Kurchan-Gleichungen). Er entwickelte eine Verallgemeinerung des Fluktuations-Dissipations-Theorems für System weit vom Gleichgewicht, mit einer effektiven Temperatur für die langsamen Freiheitsgrade. Er befasste sich auch mit granularer Materie (Verallgemeinerung der Theorie von Sam Edwards) und mit Statistik von seltenen Ereignissen.
2002 erhielt er mit Leticia Cugliandolo den Paul-Langevin-Preis, im selben Jahr den Prix Jean Langlois und 2005 den Prix Servant der Académie des Sciences. Für 2025 wurde beiden der Lars-Onsager-Preis zugesprochen.
Er war 2002 bis 2005 einer der Herausgeber von Europhysics Letters und ab 2003 von Journal of Statistical Physics.

## Schriften (Auswahl)
- mit Daniel R. Bès: Lecture Notes: The treatment of collective coordinates in many body problems, an application of the BRST invariance, World Scientifique 1990
- mit P. Leboeuf, M. Feingold, D. P. Arovas: Phase-space localization: topological aspects of quantum chaos, Phys. Rev. Lett., Band 65, 1990, S. 3076
- mit L.F. Cugliandolo: Analytical solution of the off-equilibrium dynamics of a long-range spin-glass model, Phys. Rev. Lett., Band 71, 1993, S. 173
- mit L. F. Cugliandolo: On the out-of-equilibrium relaxation of the Sherrington-Kirkpatrick model, Journal of Physics A, Band 27, 1994, S. 5749
- mit L. F. Cugliandolo, G. Parisi: Off equilibrium dynamics and aging in unfrustrated systems, Journal de Physique I, Band 4, 1994, S. 1641–1656
- mit L. F. Cugliandolo: Weak ergodicity breaking in mean-field spin-glass models, Philosophical Magazine B, Band 71, 1995, S. 501–514
- mit L. Laloux: Phase space geometry and slow dynamics, Journal of Physics A, Band 29, 1996, S. 1929
- mit J. P. Bouchaud, L. F. Cugliandolo, M. Mézard: Mode-coupling approximations, glass theory and disordered systems, Physica A, Band 226, 1996, S. 243–273
- mit L. F. Cugliandolo, L. Peliti: Energy flow, partial equilibration, and effective temperatures in systems with slow dynamics, Phys. Rev. E, Band 55, 1997, S. 3898
- Fluctuation theorem for stochastic dynamics, Journal of Physics A, Band 41, 1998, S. 3719
- mit J. P. Bouchaud, L. F. Cugliandolo, M. Mézard: Out of equilibrium dynamics in spin-glasses and other glassy systems, in: Spin glasses and random fields, 1998, S. 161–223
- mit J. P. Bouchaud, L. F. Cugliandolo, Marc Mézard: Spin glasses and random fields, in: Directions in Condensed Matter Physics, Band 12, 1998, S. 161
- mit L. Berthier, J. L. Barrat: A two-time-scale, two-temperature scenario for nonlinear rheology, Phys. Rev. E, Band 61, 2000, S. 5464
- mit Alain Barrat, V. Loreto, M. Selitto: Edwards' measures for powders and glasses, Phys. Rev. Lett., Band 85, 2000, S. 5034
- mit H. A. Makse: Testing the thermodynamic approach to granular matter with a numerical model of a decisive experiment, Nature, Band 415, 2002, S. 614–617
- mit C. Giarina, L. Peliti: Direct evaluation of large-deviation functions, Phys. Rev. Lett., Band 96, 2006, S. 120603
- In and out of equilibrium, Nature, Band 433, 2005, S. 222–225
- mit C. Giardina, V. Lecomte, J. Tailleur: Simulating rare events in dynamical processes, Journal of statistical physics, Band 145, 2011, S. 787–811
- mit L. Berthier: Non-equilibrium glass transitions in driven and active matter, Nature Physics, Band 9, 2013, S. 310–314
- mit P. Charbonneau, G. Parisi, P. Urbani, F. Zamponi: Fractal free energy landscapes in structural glasses, Nature Communications, Band 5, 2014, S. 1–6
- mit T. Maimbourg, F. Zamponi: Solution of the Dynamics of Liquids in the Large-Dimensional Limit, Phys. Rev. Lett., Band 116, 2016, S. 015902.
- mit P. Charbonneau, Giorgio Parisi, P. Urbani, F. Zamponi: Glass and jamming transitions: From exact results to finite-dimensional descriptions, Annual Review of Condensed Matter Physics, Band 8, 2017, S. 265–288